# Eirik Ulland Andersen
Eirik Ulland Andersen (21 september 1992, Randers) is een Noors voetballer die als aanvaller speelt. Andersen speelt sinds 2019 voor Molde FK.

## Erelijst
Als speler
| Eliteserien | 1x | 2019 |